# Кнежевина
Кнежевина или принципалитет, може да буде било монархистичка вазална држава или суверена држава, којом влада монарх чија титула је кнез (стсл. кънѧзь; жен. кнегиња) је титула припадника племства, а у разним историјским раздобљима и у разним крајевима је имала различито значење.

## Средњи век
Изворно је овај израз означавао племенског или сеоског поглавара међу Словенима, а касније, развојем феудалног друштва, означавао је и монарха. Међу Источним Словенима ова титула је означавала и краља (лат. rex), док је код Јужних Словена означавао владара који је био потчињен неком краљу. У латинским записима ови кнежеви обично носе титулу dux, што одговара војводи. Понекад им је придавана и титула princeps, која означава краљевића.
Код Источних Словена развиле су се кнежевине као независне државе, као што је Кијевска Русија, која ће у почетку бити кнежевина, а растом централне моћи у земљи, постаће и велика кнежевина. Распадањем те земље у 13. веку настаће опет низ кнежевина.

## Каснија употреба
У Русији титула великог кнеза од 18. века додељује се синовима и унуцима императора у непосредној мушкој линији, па у ствари означава царевића, а цар тада почиње да додељује ову наследну титулу заслужним лицима. Исту титулу су имали право да користе наследници две кнежевске породице које су се стопиле с царском Русијом, као и разно грузијско и татарско племство.
У 19. веку исту титулу су користили полузависни владари Србије, Црне Горе и Бугарске (буг. княз), који преузимају титулу краља по стицању потпуне независности.

## Терминологија
Већина ових држава је историјски неки овлик управе, али су у неким приликама биле само територије у односу на које се носи кнежевска титула. Принчево имање и богатство могу исто тако почивати превасходно или у потпуности изван географских граница кнежевине.
Општепризнате преживеле суверене кнежевине су Лихтенштајн, Монако и кокнежевина Андора. Постојећи краљевске примогенитуре стилизоване као кнежевине укључују Астурију (Шпанија). Кнежевина Велс је постојала у северним и западним областима Велса између 13. и 16. века; Закон о Велсу из 1536. који је правно инкорпорирао Велс унутар Енглеске уклонио је разлику између тих области и Велшких мочвара. Кнежевина Каталонија постојала је у североисточним областима Шпаније између 14. и 18. века, као термин за територије којима су владали каталонски дворови, све до пораза Хабзбурга у шпанском рату за наследство, када су ове институције укинуте због њихове подршке хабзбуршком претенденту. Кнежевина Астурија је званични назив аутономне заједнице Астурија.
Термин кнежевина се такође понекад користи генерално за било коју малу монархију, посебно за мале суверене државе којима влада монарх нижег ранга од краља, као што је Фирст (обично се преводи као „принц“), као у Лихтенштајну, или велики војвода. Тренутно не постоји суверено војводство, али Луксембург је преживели пример сувереног великог војводства. Историјски су постојале суверене кнежевине са много стилова владара, као што су грофови, маркгрофови, па чак и лордство, посебно у оквиру Светог Римског царства.
Док се чини да претходна дефиниција савршено одговара кнежевској држави, европска историјска традиција је да се та реч резервише за домаће монархије у колонијалним земљама, а да се „кнежевина“ примени на западне монархије.

## Европа

### Развој
Иако су кнежевине постојале у антици, чак и пре врхунца Римског царства, кнежевина каква је данас позната развила се у средњем веку између 750. и 1450. године, када је феудализам био примарни економски и друштвени систем у великом делу Европе. Феудализам је повећао моћ локалних принчева у краљевим земљама. Како су принчеви наставили да добијају све већу моћ током времена, ауторитет краља је на многим местима смањен. То је довело до политичке фрагментације пошто су краљеве земље биле разбијене у мини-државе којима су владали принчеви и војводе који су имали апсолутну власт над својим малим територијама. Ово је било посебно распрострањено у Европи, а нарочито код принчева Светог римског царства.
Током касног средњег века од 1200. до 1500. године, кнежевине су често биле у међусобном рату, јер су краљевске куће потврђивале суверенитет над мањим кнежевинама. Ови ратови су изазвали велику нестабилност и уништаване су економије. Епизоде бубонске куге су такође смањиле моћ кнежевина да преживе независно. На крају, напредак пољопривреде и развој нових трговинских добара и услуга подстакли су трговину између кнежевина. Многе од ових држава су се обогатиле, прошириле своје територије и побољшале услуге које пружају својим грађанима. Принчеви и војводе су развили своје земље, успоставили нове луке и закупили велике успешне градове. Неки су користили своје новопронађено богатство за изградњу палата и других институција које су сада повезане са сувереним државама.

### Национализам
Национализам, веровање да је национална држава најбоље средство за остваривање тежњи једног народа, постао је популаран крајем 19. века. Карактеристика национализма је идентитет са већим регионом као што је подручје које дели заједнички језик и културу. Са овим развојем, кнежевине су пале у немилост. Као компромис, многе кнежевине су се ујединиле са суседним регионима и усвојиле уставне облике власти, при чему је монарх деловао као пука фигура док је администрација била остављена у рукама изабраних парламената. Тренд у 19. и 20. веку био је укидање различитих облика монархије и стварање републичких влада на челу са народно изабраним председницима.

## Азија
Пре европског колонијализма, Јужна Азија и Југоисточна Азија биле су под утицајем индосфере, где су бројне индијске кнежевине и царства цветале неколико векова на Тајланду, Индонезији, Малезији, Сингапуру, Филипинима, Камбоџи и Вијетнаму. Утицај индијске културе на ове просторе добио је термин индијанизација. Џорџ Кодс је то дефинисао као експанзију организоване културе која је била уоквирена на основу индијског порекла краљевске породице, хиндуизма и будизма, и санскритског дијалекта. То се може видети у ширењу хиндуизма и будизма. Индијске почасти такође су утицале на малајске, тајландске, филипинске и индонежанске почасти.